# Tatjana Gennadjewna Goischtschik

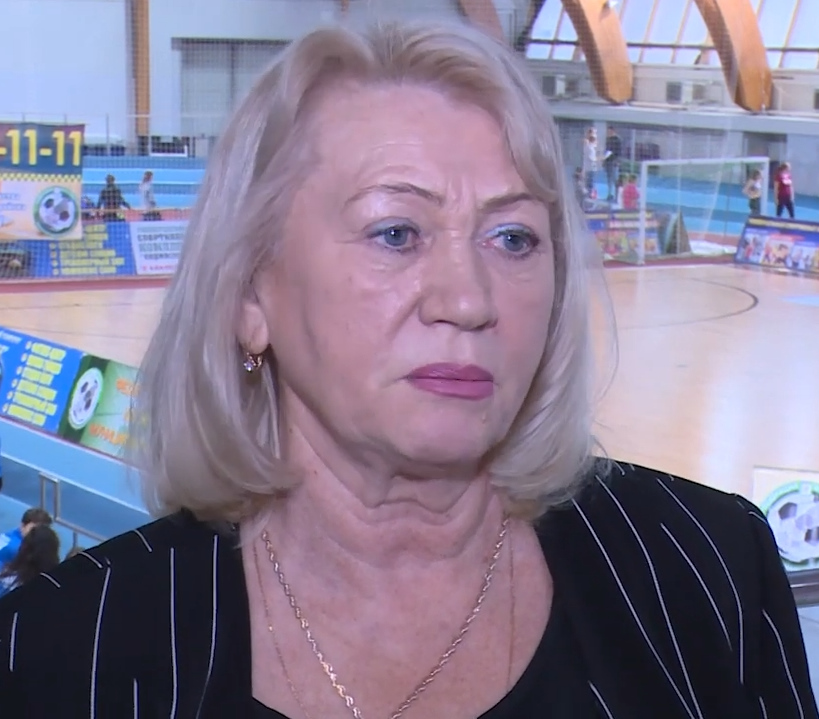

Tatjana Gennadjewna Goischtschik (russisch Татьяна Геннадьевна Гойщик; * 6. Juli 1952 in Konowalow, Oblast Irkutsk) ist eine ehemalige sowjetische Leichtathletin und Olympiasiegerin.
Der mit Abstand größte Erfolg ihrer Karriere war der Gewinn der Goldmedaille in der 4-mal-400-Meter-Staffel bei den Olympischen Spielen 1980 in Moskau. Die sowjetische Mannschaft setzte sich in der Aufstellung Tetjana Prorotschenko, Goischtschik, Nina Sjuskowa und Irina Wiktorowna mit einer Zeit von 3:20,2 min gegen die Stafetten der DDR (3:20,4 min) und Großbritanniens (3:27,5 min) durch.
Darüber hinaus gewann sie bei den Leichtathletik-Halleneuropameisterschaften 1980 in Sindelfingen die Bronzemedaille im 400-Meter-Lauf.
Tatjana Goischtschik ist 1,65 m und hatte ein Wettkampfgewicht von 57 kg.